# هارت (گروه موسیقی)

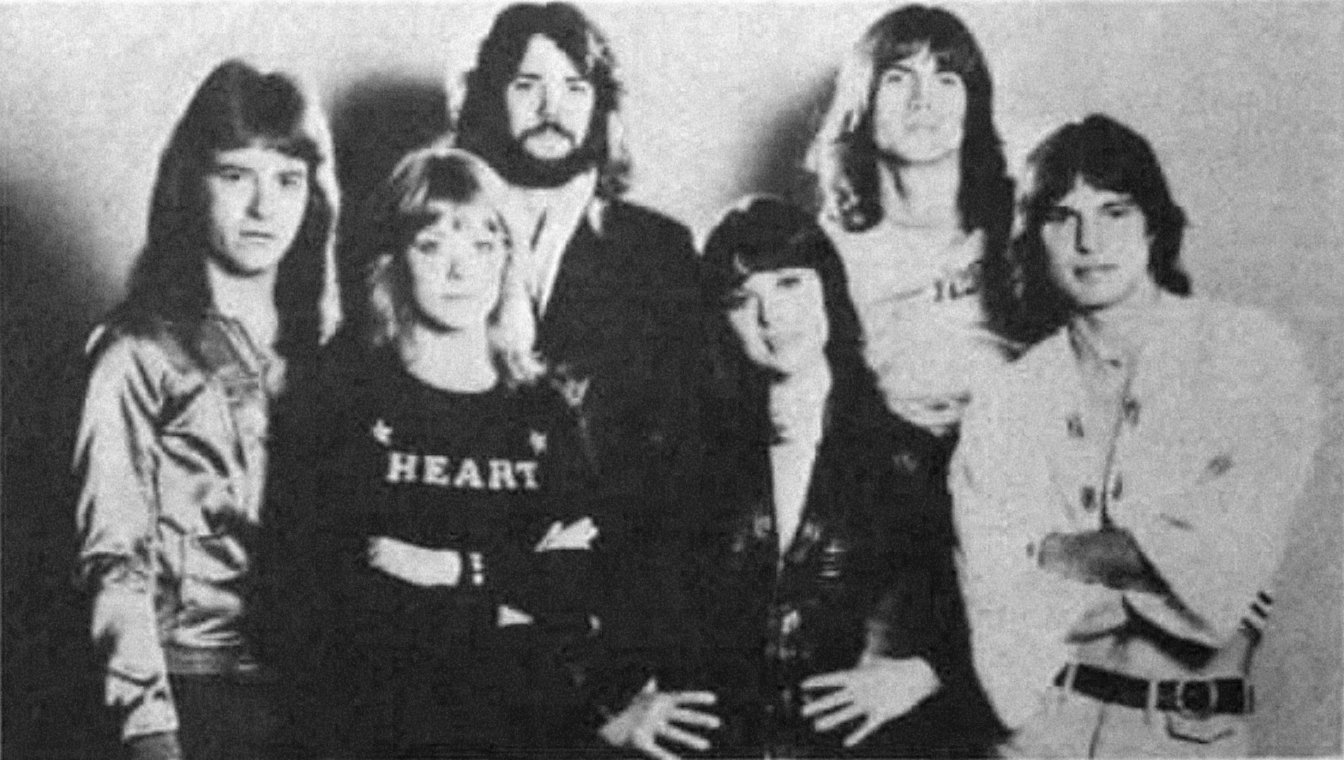
اعضای گروه در سال ۱۹۷۷

هارت یک گروه موسیقی راک آمریکایی است که در سال ۱۹۶۷ با نام «ارتش» در سیاتل ایالات متحده آمریکا پدید آمد. دو سال بعد آنها نام خود را به «شعبده‌بازی» تغییر دادند. پس از یک سال آنها مجدداً نام خود را به «قلب سفید» تغییر دادند و نهایتاً در سال ۱۹۷۳ نام خود را به «هارت» به معنی «قلب» تغییر دادند. اعضای اصلی گروه در اواسط دهه ۱۹۷۰ شامل راجر فیشر (گیتار) و استیو فوسن (گیتار باس) بود. پیوستن استیو فوسن به‌واسطه خواهرش آن ویلسون (خواننده اصلی و فلوت) بود. نانسی ویلسون (گیتار ریتم، همخوان و گاهی خواننده اصلی)، مایکل دروزیر (طبل) و هاوارد لیز (گیتار و کیبورد) هم از دیگر اعضای گروه بودند.
این گروه بیش از ۳۵ میلیون رکورد در سرتاسر جهان به فروش رسانده که تقریباً ۲۲٫۵ میلیون از آن در ایالات متحده آمریکا بوده‌است. آلبوم‌های هارت جزء ده آلبوم برتر دهه‌های ۱۹۷۰، ۱۹۸۰، ۱۹۹۰ و ۲۰۱۰ در بیلبورد ۲۰۰ هستند.